# Stick Around for Joy
Stick Around for Joy è il terzo ed ultimo album in studio del gruppo musicale islandese The Sugarcubes.
Da esso sono stati tratti quattro singoli: Hit, Walkabout, Vitamin e Leash Called Love.

## Tracce
1. Gold – 3:39
2. Hit – 3:56
3. Leash Called Love – 3:42
4. Lucky Night – 4:03
5. Happy Nurse – 3:36
6. I'm Hungry – 4:33
7. Walkabout – 3:48
8. Hetero Scum – 3:07
9. Vitamin – 3:40
10. Chihuahua – 3:29

## Classifiche
| Classifica            | Posizione massima |
| --------------------- | ----------------- |
| Official Albums Chart | 16                |
| U.S. Billboard 200    | 95                |
| Canada                | 76                |

## Formazione
Björk Guðmundsdóttir - voce 

Einar Örn Benediktsson - voce e tromba

Þór Eldon Jónsson - chitarra

Margrét Örnólfsdóttir - tastiere

Bragi Ólafsson - basso

Sigtryggur Baldursson - batteria

### Altri musicisti
John McGeoch - chitarra in Gold.